# Svartnäbbad brunand
Svartnäbbad brunand (Aythya valisineria) är en nordamerikansk andfågel i familjen änder.

## Utseende
Svartnäbbad brunand är lik den europeiska brunanden med hanens rödbruna huvud och grå kropp, men är tydligt större (49–65 centimeter jämfört med brunandens 42-49), har mycket ljusare sidenvit kropp samt en mycket längre, mer utdragen helsvart näbb med smal spets. Vidare är hanen mer svartmuskig i ansiktet. Honan är än mer lik brunanden men skiljer sig förutom på storlek samt näbbens färg och form på att huvudet är mer jämnfärgat brungrått.

## Läten
Från honan hörs grova, raspande läten. Hanens spelläte är ett spöklikt och gnissligt hoande.

## Utbredning
Svartnäbbad brunand förekommer i Nordamerika, där den häckar i Kanada och USA och övervintrar så långt söderut som Mexiko. Den är en mycket sällsynt gäst i Europa, med ett tiotal fynd från Storbritannien, men också från Island, Irland och Frankrike. Den har även påträffats i Japan och Sydkorea.

## Ekologi
Svartnäbbad brunand häckar i våtmarker på den nordamerikanska prärien. Det voluminösa boet placeras över vatten i en våtmark omgiven av vegation som kaveldun och säv. Den häckar också i subarktiska floddeltan i kanadensiska Saskatchewan och Alaskas inland. Honan lägger fem till elva grönaktiga ägg. Ibland kan den lägga ägg i andra arters bon och amerikansk brunand kan å andra sidan lägga ägg i svartnäbbade brunandens bon.

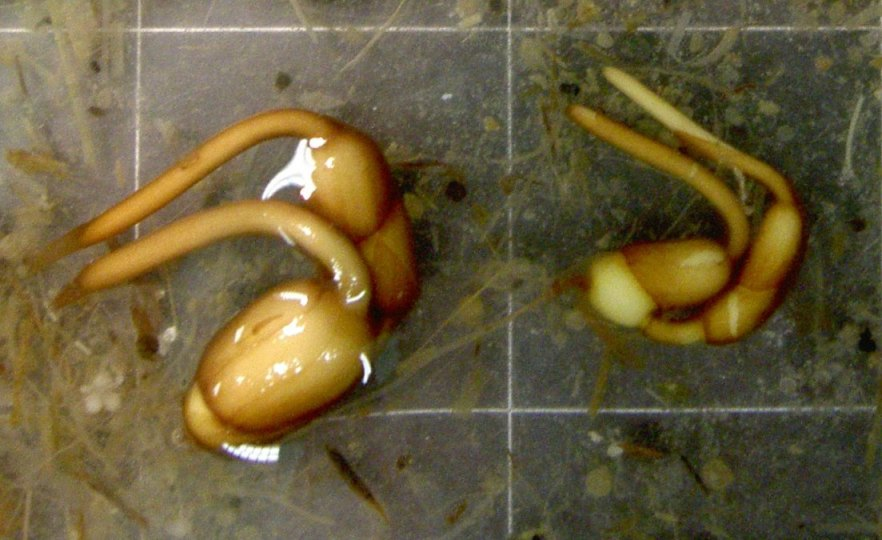
Borstnate (Stuckenia pectinata), svartnäbbade brunandens favoritföda.

Fågeln födosöker främst genom att dyka och livnär sig huvudsakligen av frön, knoppar, löv, rötter, sniglar och insaktslarver. Förutom dybladsväxten Vallisneria americana som gett arten dess vetenskapliga namn är dess favoritföda borstnate som i vissa perioder kan utgöra 100% av dess föda.

## Status och hot
Arten har ett stort utbredningsområde och en stor population, men tros minska i antal, dock inte tillräckligt kraftigt för att den ska betraktas som hotad. IUCN kategoriserar därför arten som livskraftig (LC).

## Bilder

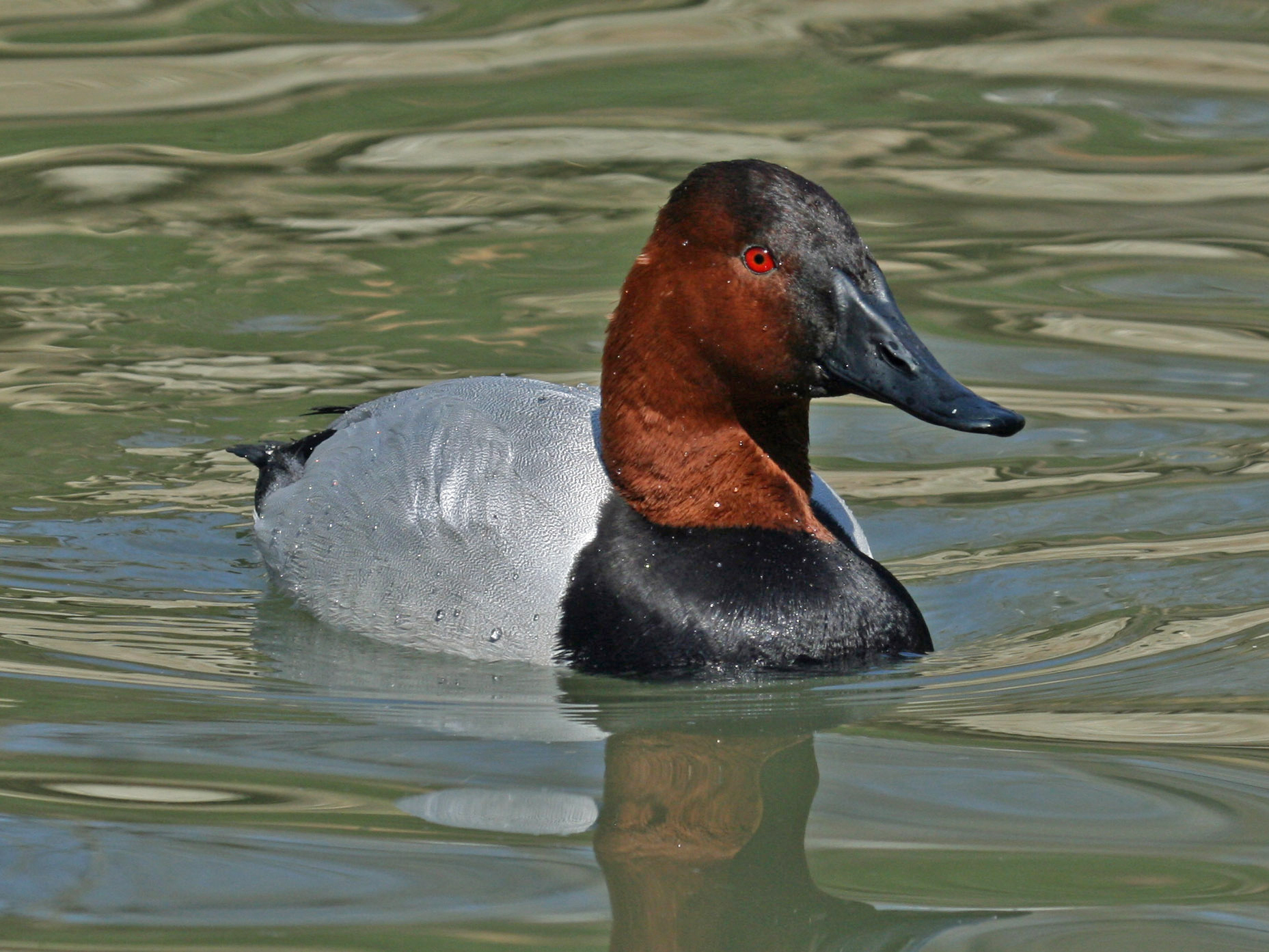
Hane.
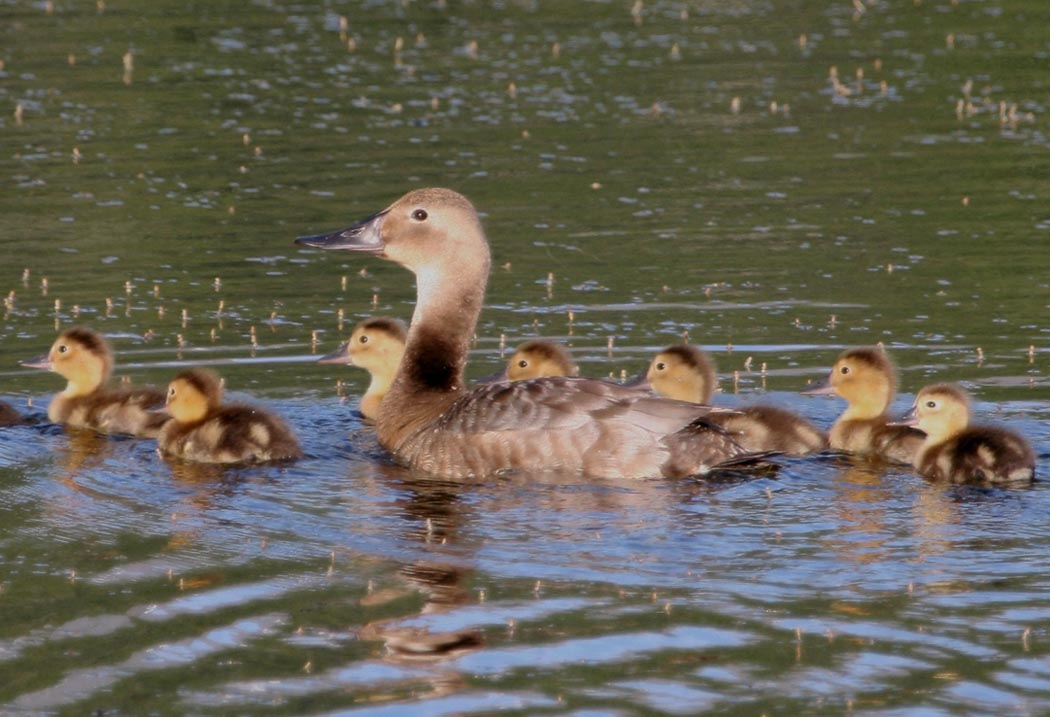
Hona med ungar.
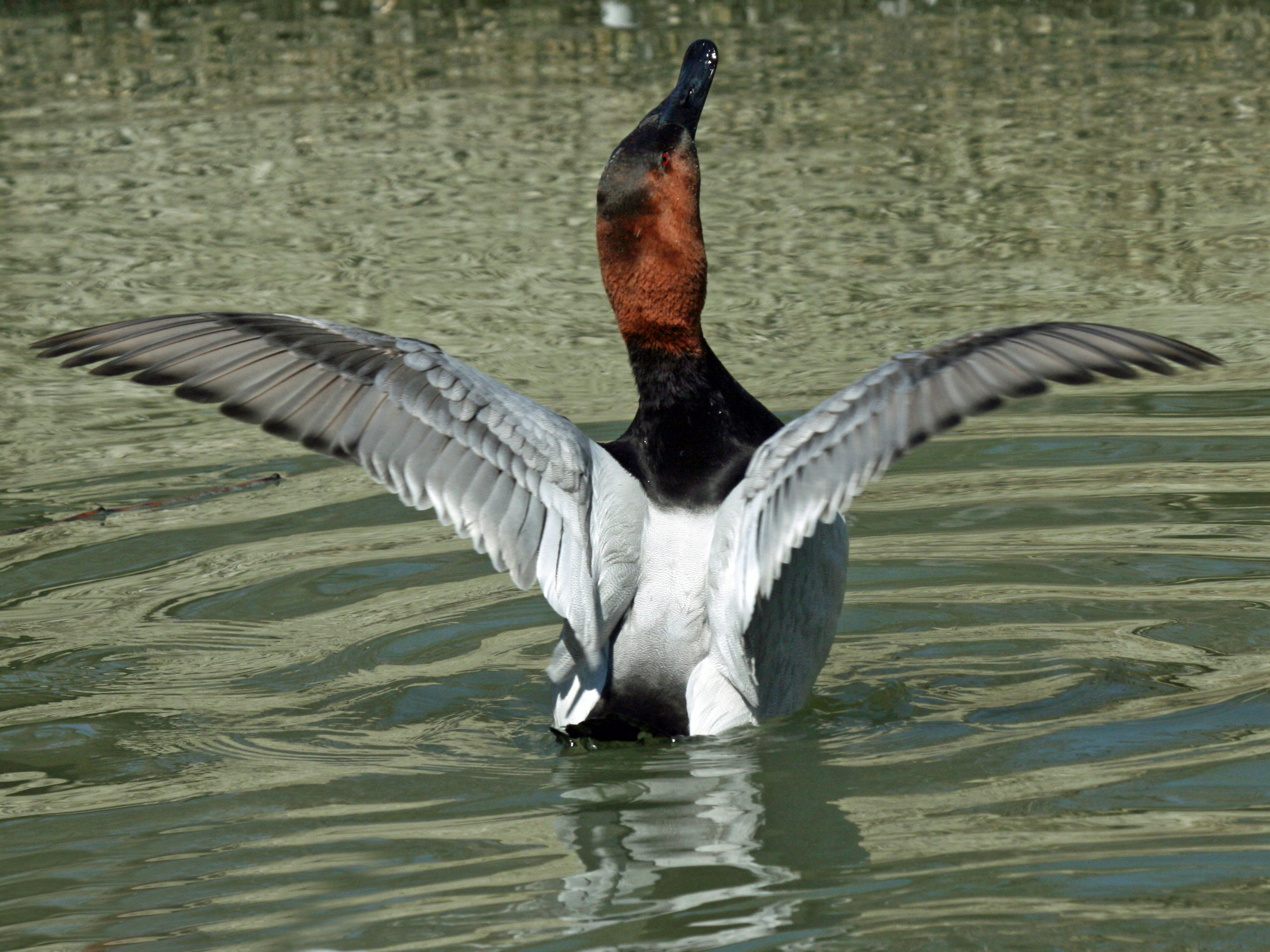
Hane som vingar sig.